# Кнорринг (станция, Приморский край)
Кно́рринг — железнодорожная станция  (тип населённого пункта) в Спасском районе Приморского края, посёлок при станции Кнорринг Владивостокского региона Дальневосточной железной дороги. Входит в состав Прохорского сельского поселения.

## Этимология
Населённый пункт назван в честь инженера-путейца Фёдора Ивановича Кнорринга, принимавшего участие в строительстве Уссурийской железной дороги.

## География
Железнодорожная станция расположена на Транссибе между станциями ДВЖД Спасск-Дальний и Сибирцево.
Автомобильная дорога к станции Кнорринг идёт на запад от автотрассы «Уссури», расстояние до районного центра Спасск-Дальний (на север по автотрассе «Уссури») около 20 км.
Ближайший населённый пункт — село Прохоры — на восток около 5 км.

## История
Посёлок появился при строительстве Уссурийской железной дороги, первого участка Транссиба. Станция открылась в 1894 году.

## Население
| 1926 | 1959 | 1970 | 1979 | 2002 | 2010 |
| ---- | ---- | ---- | ---- | ---- | ---- |
| 200  | →200 | ↗500 | ↘435 | ↘398 | ↘304 |

## Улицы
В населённом пункте имеются две улицы: Вокзальная и Железнодорожная.

## Инфраструктура
Путевое хозяйство. Действует железнодорожная станция Кнорринг.